# 金森建策
金森 建策（かなもり けんさく、生年不詳 - 文久2年5月1日（1862年5月29日））は、幕末の洋学者。松江藩士。

## 生涯
備中国（現在の岡山県）に於いて生まれたが、生年は不明。諱は錦謙。号は鳶巣と名乗った。若くして長崎に出て蘭学を学び、のち江戸に出て坪井信道の門下となる。
嘉永2年(1849年)、松江藩の蘭学御用として召し抱えられる。また幕府砲術師範の下曽根金三郎の賓客となり、下曽根の塾である膺懲館において西洋兵学書の翻訳を行った。
反射炉のテキストとなった『鐵熕鋳鑑』や『雷火銃新書』などの翻訳書を刊行した。マシュー・ペリーの来航を記録した『威遠譚筆』や『竹島図説』などの見聞録も著した。